# Vasiliáda
Vasiliáda, en grec moderne : Βασιλειάδα, auparavant appelé Zagorítsani (Ζαγορίτσανη, en bulgare : Загоричани) jusqu'en 1928, est un village du dème de Kastoriá, district régional de Kastoriá, en Macédoine-Occidentale, Grèce.
Selon le recensement de 2011, la population du village compte 325 habitants.